# Alfa Romeo 159
Alfa Romeo 159 je sportovní osobní automobil střední třídy , vyráběný s karosérií sedan nebo kombi, které nese označení Sportwagon, a má totožný rozvor i délku jako výchozí sedan. 159ka je nástupcem Alfy Romeo 156 a vyráběla se v letech 2005–2011. Vůz se dodával i ve verzi s pohonem všech kol a od roku 2009 byl nabízen i moderní motor 1750 TBi.

## Motory
Všechny benzínové motory mají přímý vstřik paliva (kromě 1.8L MPI), nazvané JTS (Jet Thrust Stoichiometric)) a dieselové motory JTDM (multiJet Turbo Diesel) využívají vstřikování common rail.

### Benzínové
| Model         | Válce | Zdvihový objem | Výkon                      | Kroutící moment   | Kompresní poměr |
| ------------- | ----- | -------------- | -------------------------- | ----------------- | --------------- |
| 1750 TBi      | R4    | 1742 cm3       | 147 kW (200 PS) @ 5000 rpm | 320 Nm @ 1400 rpm | 9.5:1           |
| 1.8 MPI       | R4    | 1796 cm3       | 103 kW (140 PS) @ 6500 rpm | 175 Nm @ 3800 rpm | 10,5:1          |
| 1.9 JTS       | R4    | 1859 cm3       | 118 kW (160 PS) @ 6500 rpm | 190 Nm @ 4500 rpm | 11,3:1          |
| 2.2 JTS       | R4    | 2198 cm3       | 136 kW (185 PS) @ 6500 rpm | 230 Nm @ 4500 rpm | 11,3:1          |
| 3.2 V6 JTS Q4 | V6    | 3195 cm3       | 191 kW (260 PS) @ 6200 rpm | 322 Nm @ 3800 rpm | 11,25:1         |

### Naftové
| Model        | Válce | Zdvihový objem | Výkon                      | Kroutící moment   | Kompresní poměr |
| ------------ | ----- | -------------- | -------------------------- | ----------------- | --------------- |
| 1.9 JTDM 8V  | R4    | 1910 cm3       | 88 kW (120 PS) @ 4000 rpm  | 280 Nm @ 2000 rpm | 18,0:1          |
| 1.9 JTDM 16V | R4    | 1910 cm3       | 110 kW (150 PS) @ 4000 rpm | 320 Nm @ 2000 rpm | 17,5:1          |
| 2.0 JTDM 16V | R4    | 1956 cm3       | 100 kW (136 PS) @ 4000 rpm | 350 Nm @1750 rpm  | 16.5:1          |
| 2.0 JTDM 16V | R4    | 1956 cm3       | 125 kW (170 PS) @ 4000 rpm | 360 Nm @1750 rpm  | 16.5:1          |
| 2.4 JTDM     | R5    | 2387 cm3       | 147 kW (200 PS) @ 4000 rpm | 400 Nm @2000 rpm  | 17,0:1          |
| 2.4 JTDM     | R5    | 2387 cm3       | 154 kW (210 PS) @ 4000 rpm | 400 Nm @1500 rpm  | 17,0:1          |

## Galerie

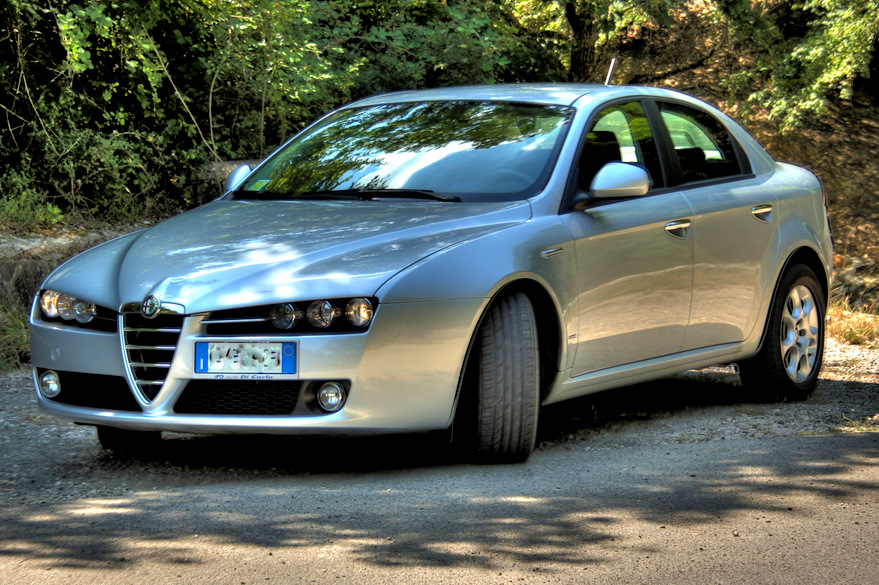
Sedan (od roku 2005)
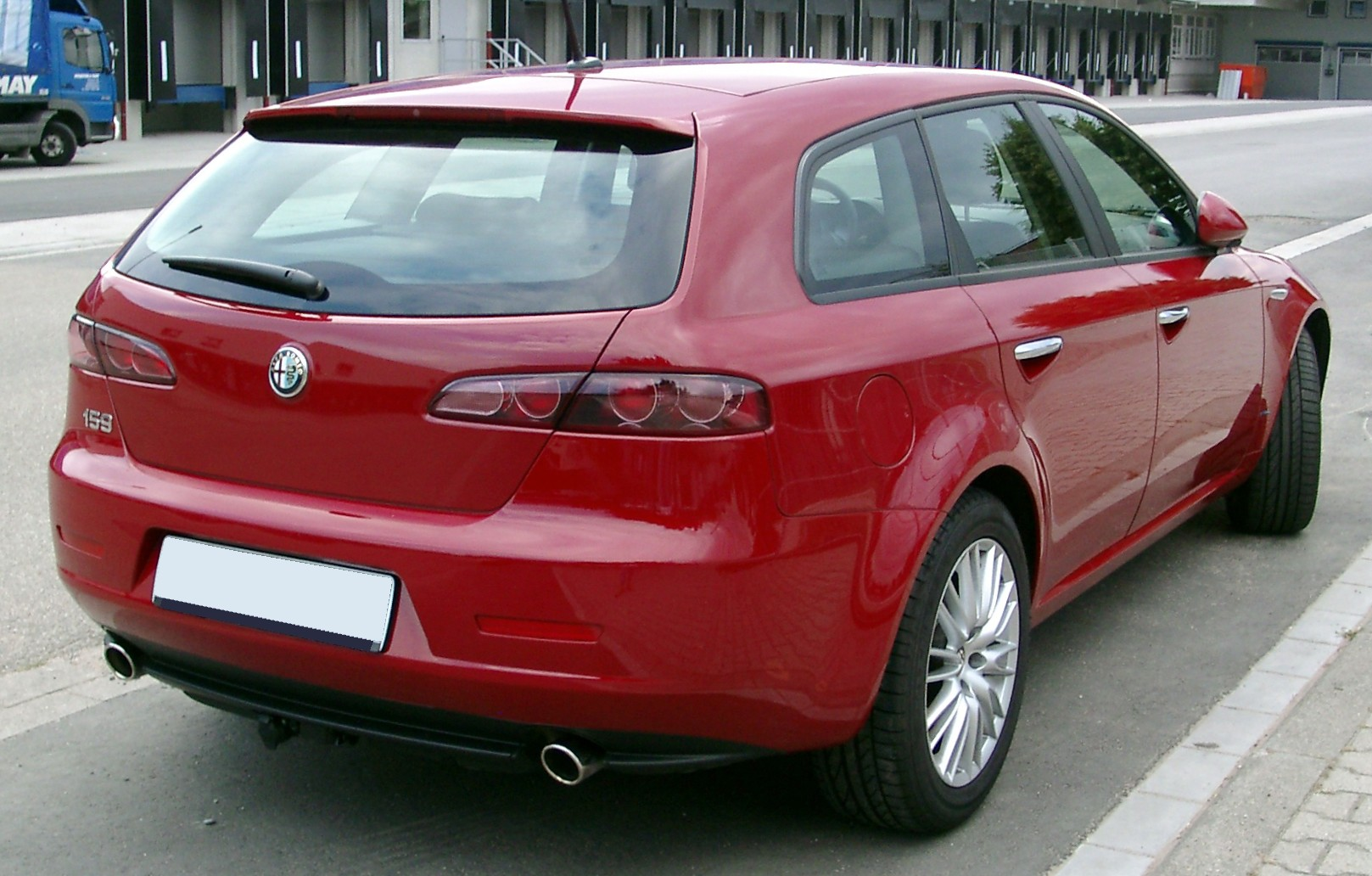
Sportwagon (od roku 2006)
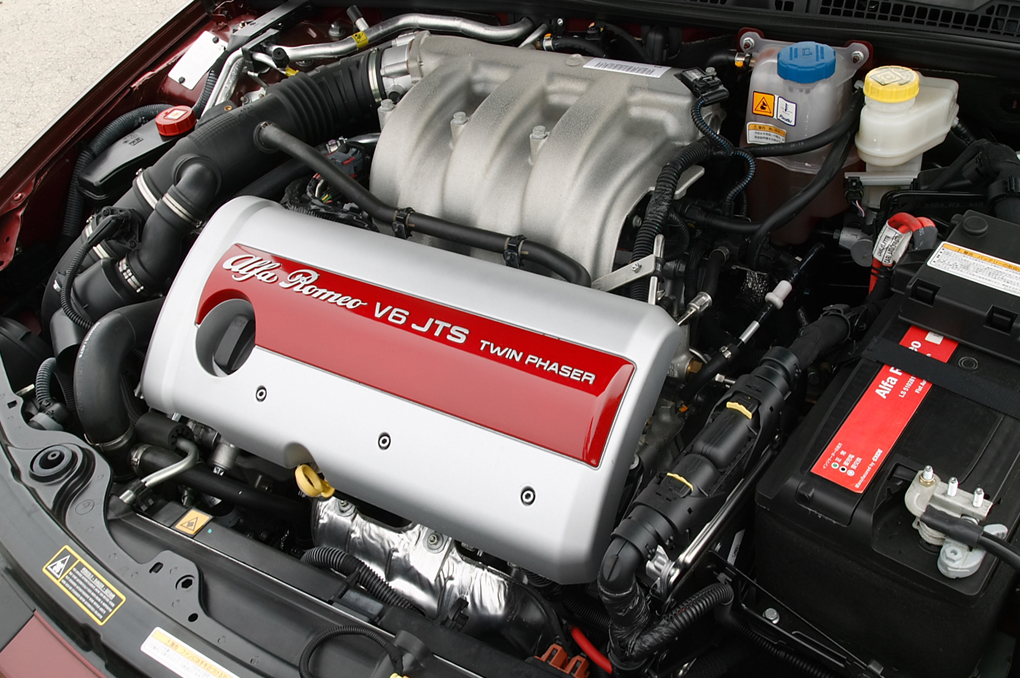
Motor 3.2 JTS
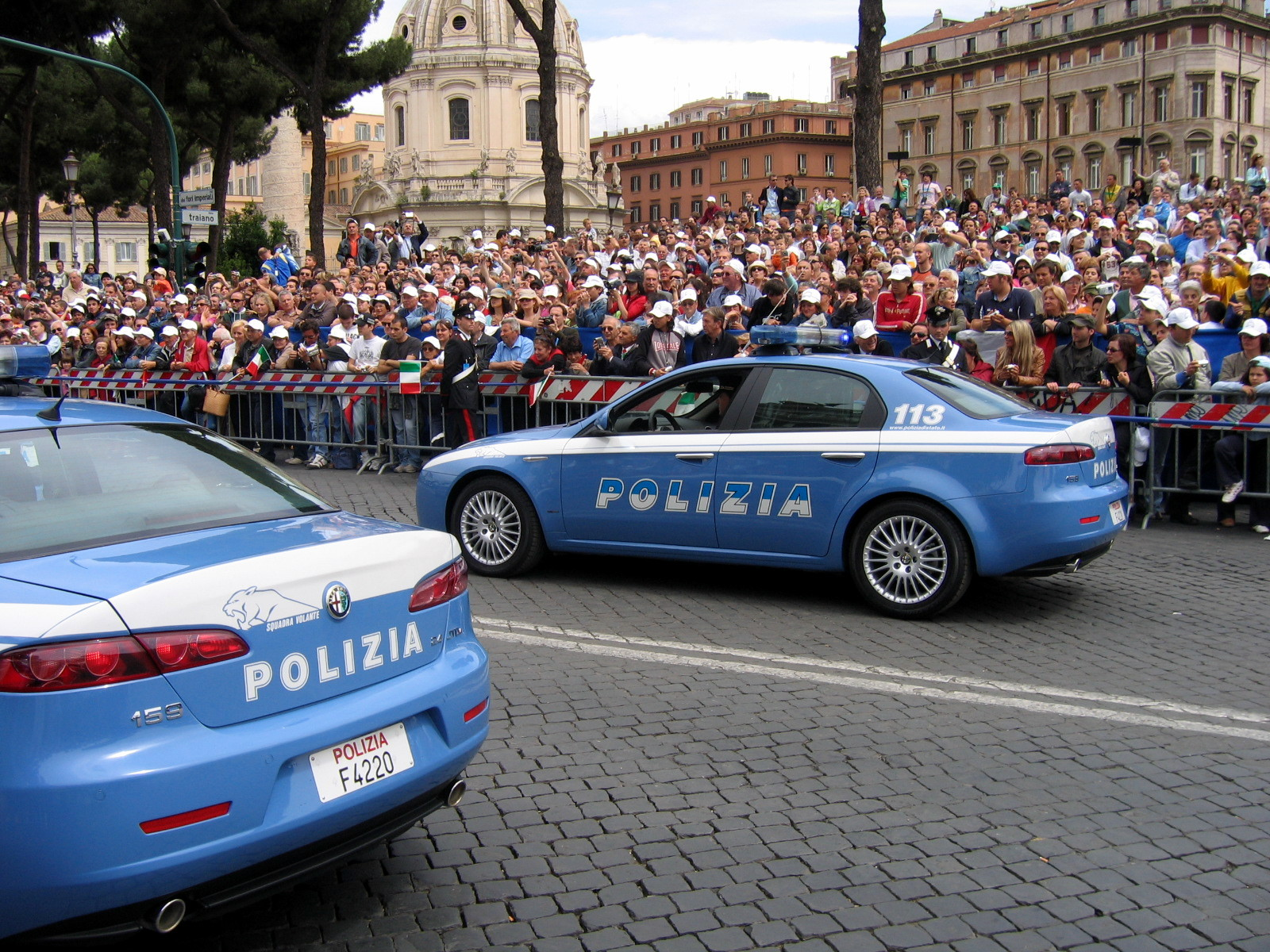
Alfy Romeo 159 italské policie